# Spinipocregyes nigrescens
Spinipocregyes nigrescens är en skalbaggsart som beskrevs av Stephan von Breuning 1949. Spinipocregyes nigrescens ingår i släktet Spinipocregyes och familjen långhorningar.
Artens utbredningsområde är Myanmar. Inga underarter finns listade i Catalogue of Life.